# Georg Schütte (Staatssekretär)

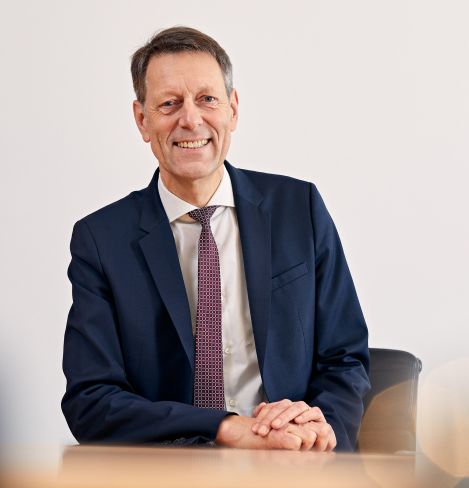
Georg Schütte (2022)

Georg Schütte (* 26. Oktober 1962 in Rheine) ist ein deutscher Medien- und Kommunikationswissenschaftler. Seit dem 7. März 2025 ist er Vorstand der Volkswagenstiftung, nachdem er am 1. Januar 2020 zum Generalsekretär der Stiftung berufen wurde. Von Dezember 2009 bis August 2019 war Schütte Staatssekretär im Bundesministerium für Bildung und Forschung.

## Leben

### Studium
Nach dem Abitur am Gymnasium Dionysianum in Rheine studierte Schütte ab 1984 Journalistik an der Universität Dortmund und Television and Radio an der City University of New York und schloss das Studium 1989 mit dem Master of Arts ab. Zwischen 1989 und 1994 forschte er für seine Promotion im Sonderforschungsbereich 240 „Bildschirmmedien“ der Deutschen Forschungsgemeinschaft an der Universität Siegen.

### Wissenschaftliche Laufbahn
Von 1993 bis 1994 war er als wissenschaftlicher Referent in der Alexander-von-Humboldt-Stiftung in Bonn tätig. Von 1995 bis 1998 kehrte er als wissenschaftlicher Mitarbeiter an die Universität Siegen zurück und nahm Lehraufträge an verschiedenen Universitäten wahr, darunter Lüneburg, Mannheim und Dortmund. Anschließend leitete er bis 2001 die Grundsatzabteilung der Alexander-von-Humboldt-Stiftung.

## Wissenschaftsmanager
Von 2001 bis 2003 war er geschäftsführender Direktor der Deutsch-Amerikanischen Fulbright-Kommission in Berlin. Während dieser Zeit gehörte er der Expertengruppe Benchmarking Human Resources der EU-Kommission an.
2004 kehrte er nach Bonn zurück und wurde Generalsekretär der Alexander-von-Humboldt-Stiftung.
Im Dezember 2009 berief ihn Annette Schavan als Staatssekretär ins Bundesministerium für Bildung und Forschung.
Am 28. Juni 2019 wählte das Kuratorium der Volkswagenstiftung Schütte zum neuen Generalsekretär. Er trat sein Amt zum 1. Januar 2020 an und folgte auf Wilhelm Krull. Mit der Satzungsreform der Volkswagenstiftung vom 7. März 2025 wurde Georg Schütte zu ihrem Vorstand berufen.

## Gremien
Georg Schütte nahm Aufsichtsratsfunktionen in verschiedenen wissenschaftlichen Organisationen wahr. So war er Mitglied der Hochschulräte der Universität Bonn und der Universität Siegen, der Gründungsaufsichtsräte des Karlsruher Instituts für Technologie und des Berliner Instituts für Gesundheitsforschung, des Aufsichtsrats des GSI Helmholtzzentrums für Schwerionenforschung, des International Council der Facility for Antiproton and Ion Research, des Aufsichtsrats des Berliner Futuriums, des Kuratoriums der Bibliotheca Hertziana sowie der Senate der Helmholtz-Gemeinschaft Deutscher Forschungszentren und der Leibniz-Gemeinschaft.
Georg Schütte ist Mitglied im Beirat des Fulbright Alumni e. V., des Börsenrats der Börse Hannover und seit September 2022 des Vorstands des Bundesverbandes Deutscher Stiftungen.

## Ehrungen und Auszeichnungen
2020 wurden ihm der Orden der Aufgehenden Sonne verliehen. Für 2025 wurde ihm die Leibniz-Medaille der Berlin-Brandenburgischen Akademie der Wissenschaften zugesprochen.

## Privates
Er ist römisch-katholisch getauft, verheiratet und hat zwei Kinder.